# 코시지 후부키

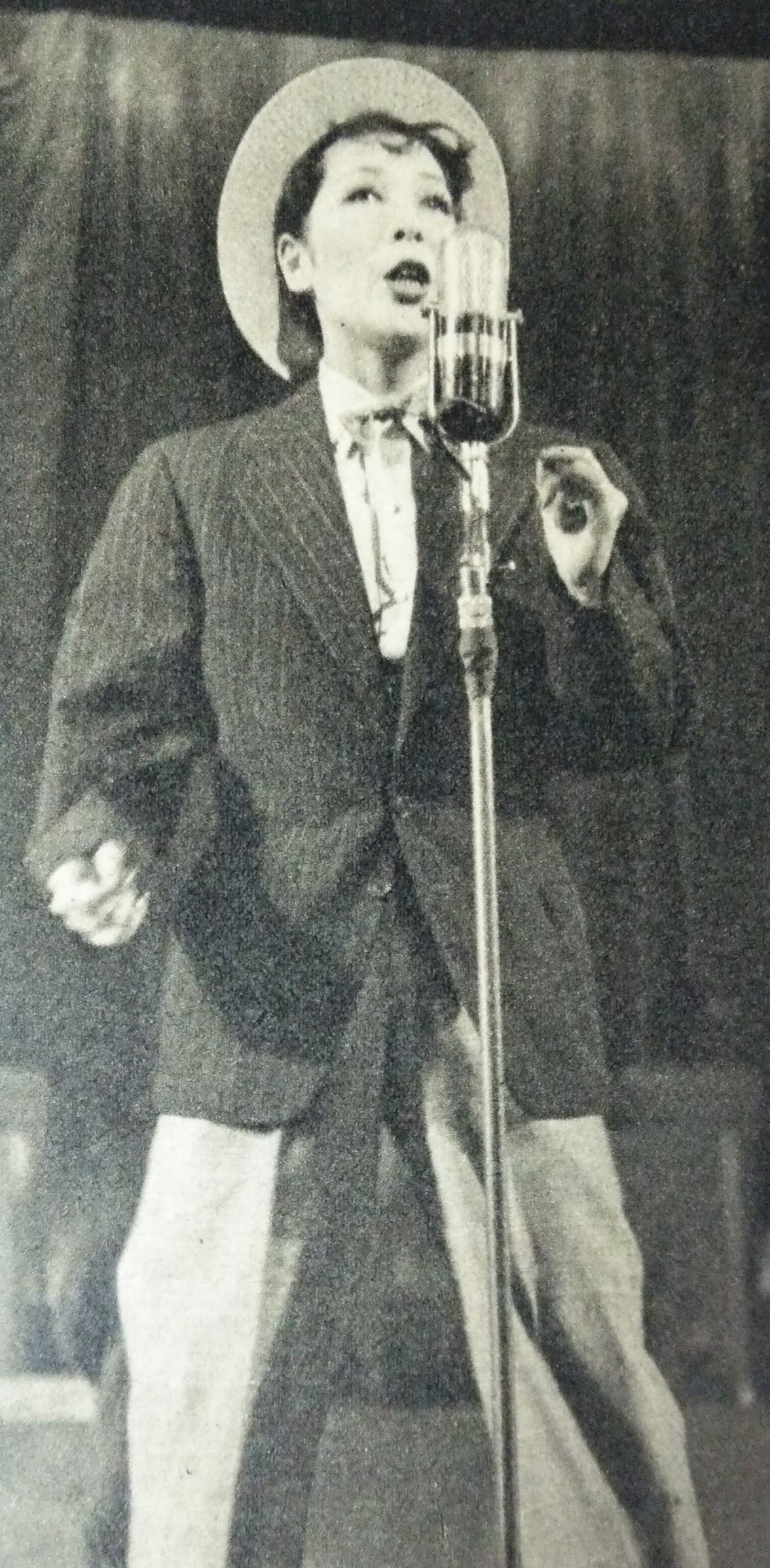
코시지 후부키

코시지 후부키(内藤 美保子, 1924년 2월 18일 ~ 1980년 11월 7일)는 일본의 가수이다.
고지마치에서 태어났다.

## 영화
- 아아 폭탄 (1964년)
- 도련님 (1960년)
- 부산 (1953년)
- 애인 (1953년)
- 다리가 불편한 여자 (1952년)